# 东方地平线航空
东方地平线航空（IATA：EA，ICAO：EHN，达利语：افق شرق）是一家于2013年12月成立的阿富汗航空公司。截至2014年5月，该航空公司已经由其枢纽机场，赫拉特国际机场和喀布尔哈米德·卡尔扎伊国际机场开通了九条阿富汗国内定期航线。

## 航点
截至2014年5月，东方地平线航空已通航11座城市：
|  | 枢纽机场     |
|  | 即将开办航点 |
|  | 已开通航点   |

## 机队
截至2014年5月，东方地平线航空机队如下：